# Ilo Ilo
Ilo Ilo (chinesisch 爸妈不在家, Pinyin bà mā bú zài jiā) ist ein Filmdrama aus Singapur. Es wurde am 29. August 2013 in Singapur uraufgeführt.

## Handlung
Der Film erzählt die Geschichte einer Familie aus Singapur und ihrer neuen philippinischen Haushälterin Teresa. Die Handlung spielt während der Asienkrise.

## Auszeichnungen

### Film
- Mai 2013, Camera d’Or, Cannes Film Festival (Cannes, Frankreich)
- Sep 2013, Best Feature, 11th Pacific Meridian Film Festival (Wladiwostok, Russland)
- Sep 2013, NETPAC Prize, 11th Pacific Meridian Film Festival (Wladiwostok, Russland)
- Sep 2013, Grand Jury Prize, 10th Jameson Cinefest (Miskolc, Ungarn)
- Sep 2013, FIPRESCI Prize, 10th Jameson Cinefest (Miskolc, Ungarn)
- Sep 2013, International Ecumenical Jury Prize, 10th Jameson Cinefest (Miskolc, Ungarn)
- Okt 2013, Best Narrative Feature Film, 22nd Philadelphia Film Festival (Philadelphia, Vereinigte Staaten)
- Okt 2013, First Feature “Sutherland Award”, 57th British Film Institute London Film Festival (London, Vereinigtes Königreich)
- Okt 2013, Best Feature Film, Molodist Film Festival (Kiew, Ukraine)
- Okt 2013, FIPRESCI Prize, Molodist Film Festival (Kiew, Ukraine)
- Nov 2013, New Talent Award, Hong Kong Asian Film Festival (Hong Kong)
- Nov 2013, Bester Film, 50th Golden Horse Awards (Taipei, Taiwan)
- Nov 2013, Piaget Best Screenplay Award (Special Award), 50th Golden Horse Awards (Taipei, Taiwan)
- Dez 2013, Zuschauerpreis, Tokyo Filmex Film Festival (Tokio, Japan)
- Dez 2013, Bester Film, Muhr AsiaAfrica Feature section, Dubai Film Festival (Dubai, VAE)

### Individuell
- Sep 2013, Beste Schauspielerin (Yeo Yann Yann), 11th Pacific Meridian Film Festival (Wladiwostok, Russland)
- Sep 2013, Bester Schauspieler (Koh Jia Ler), 9th Eurasia Film Festival, (Almaty, Kasachstan)
- Okt 2013, Beste Schauspielerin (Yeo Yann Yann), 15th Mumbai International Film Festival (Mumbai, Indien)
- Okt 2013, Bester Regisseur (Anthony Chen), 15th Mumbai International Film Festival (Mumbai, Indien)
- Nov 2013, Beste Nebenrolle (Yeo Yann Yann), 50th Golden Horse Awards (Taipei, Taiwan)
- Nov 2013, Bester Neuer Regisseur (Anthony Chen), 50th Golden Horse Awards (Taipei, Taiwan)
- Nov 2013, Bestes Originaldrehbuch (Anthony Chen), 50th Golden Horse Awards (Taipei, Taiwan)
- Dez 2013, Bester Regisseur (Anthony Chen), 7th Asia Pacific Screen Awards (Brisbane, Australien)
- Dez 2013, Beste Nebenrolle (Yeo Yann Yann), Asia Pacific Film Festival (Macau)
- Dez 2013, Beste Schauspielerin (Yeo Yann Yann), Muhr AsiaAfrica Feature section, Dubai Film Festival (Dubai, VAE)